# كأس إسكتلندا 1909–10
كأس اسكتلندا 1909–10 (بالإنجليزية: 1909–10 Scottish Cup)‏ هو موسم من كأس اسكتلندا. فاز فيه نادي دندي.